# Prêmio Extra de Televisão de melhor atriz
O Prêmio Extra de melhor atriz é um dos prêmios oferecidos durante a realização do Prêmio Extra de Televisão, destinado a melhor atriz da televisão brasileira.

## Vencedoras e indicadas

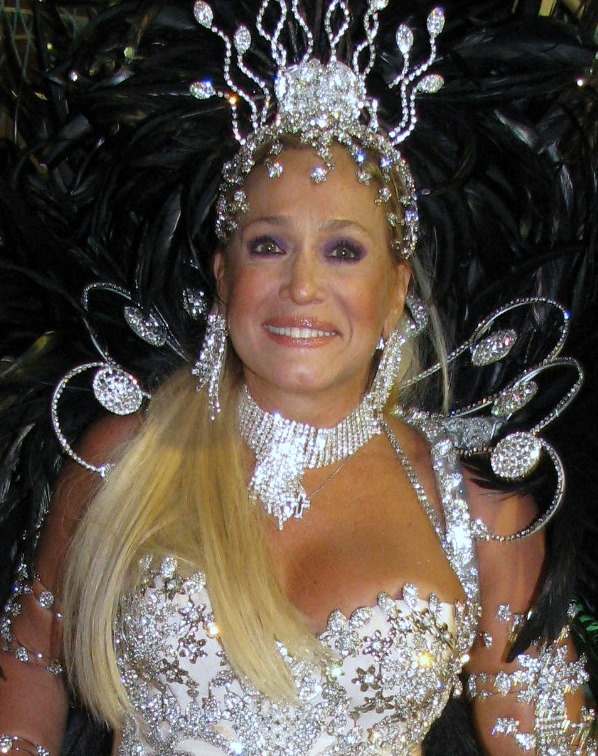
Susana Vieira ganhou em 1998 por Por Amor e em 2004 por Senhora do Destino.

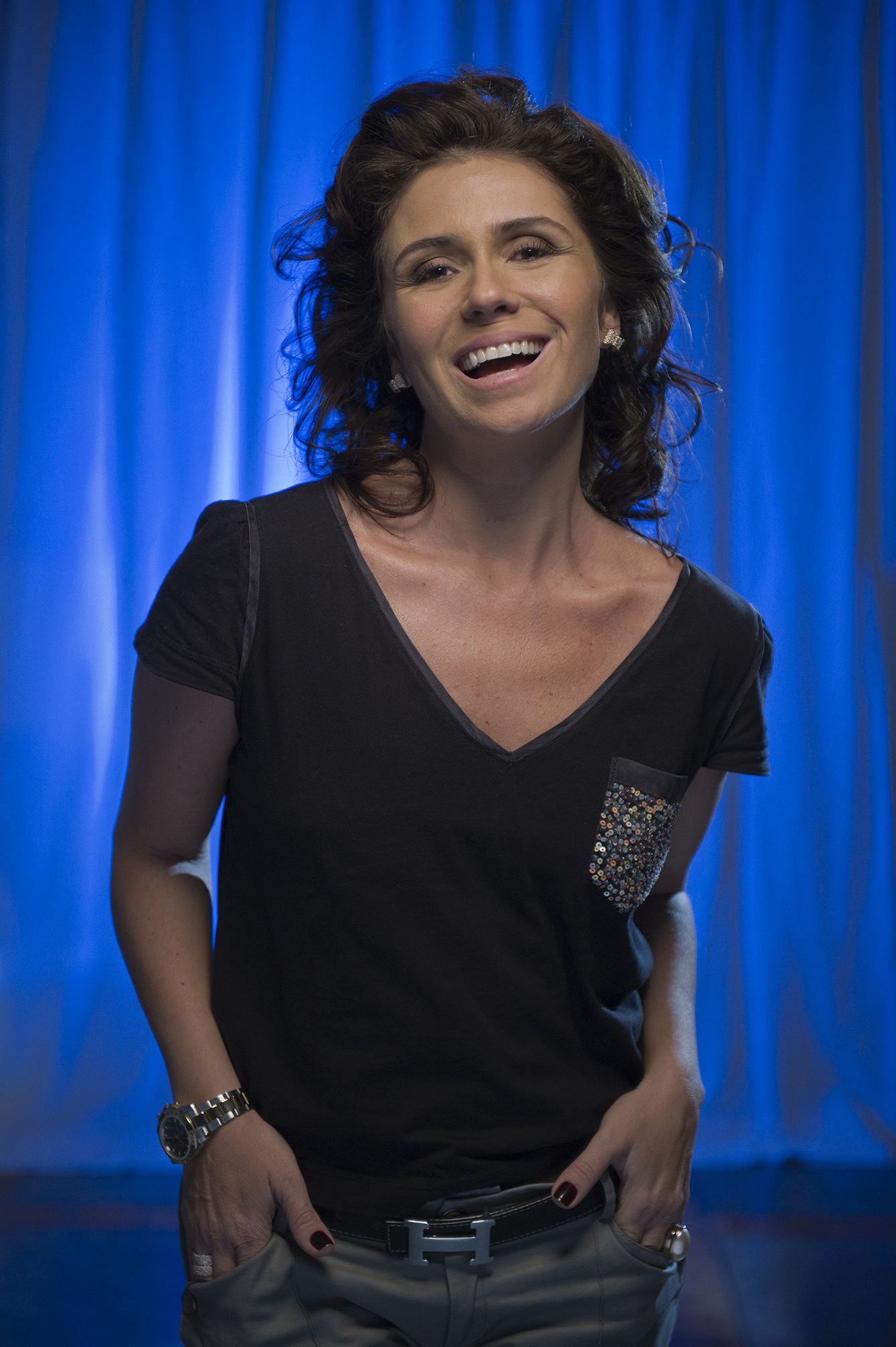
Giovanna Antonelli ganhou em 2000 por Laços de Família e em 2013 por Salve Jorge.

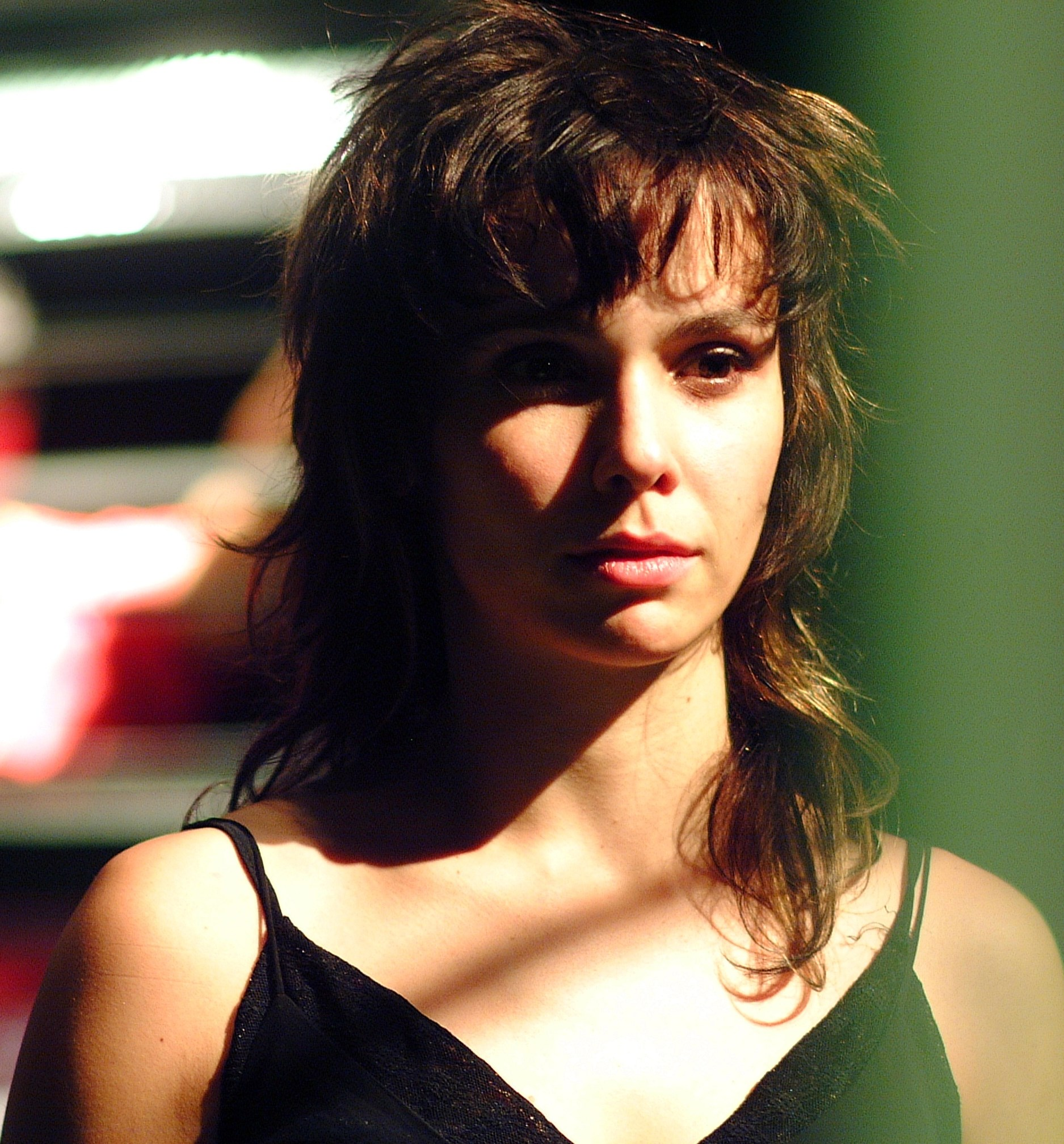
Débora Falabella ganhou em 2002 por O Clone, sendo a vencedora mais jovem.

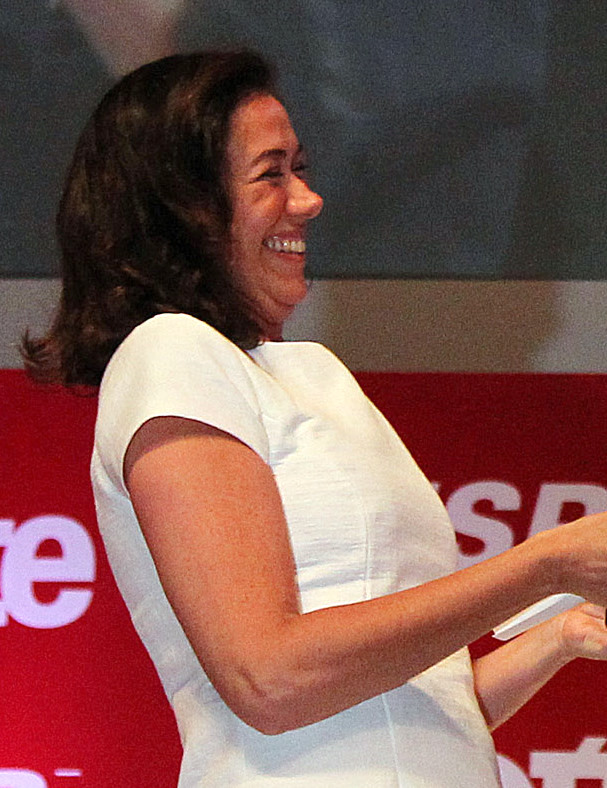
Lília Cabral ganhou em 2006 por Páginas da Vida e 2014 por Império.

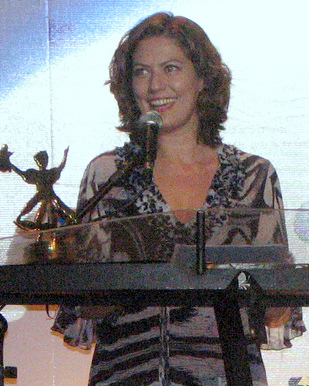
Patricia Pillar ganhou em 2008 por A Favorita.

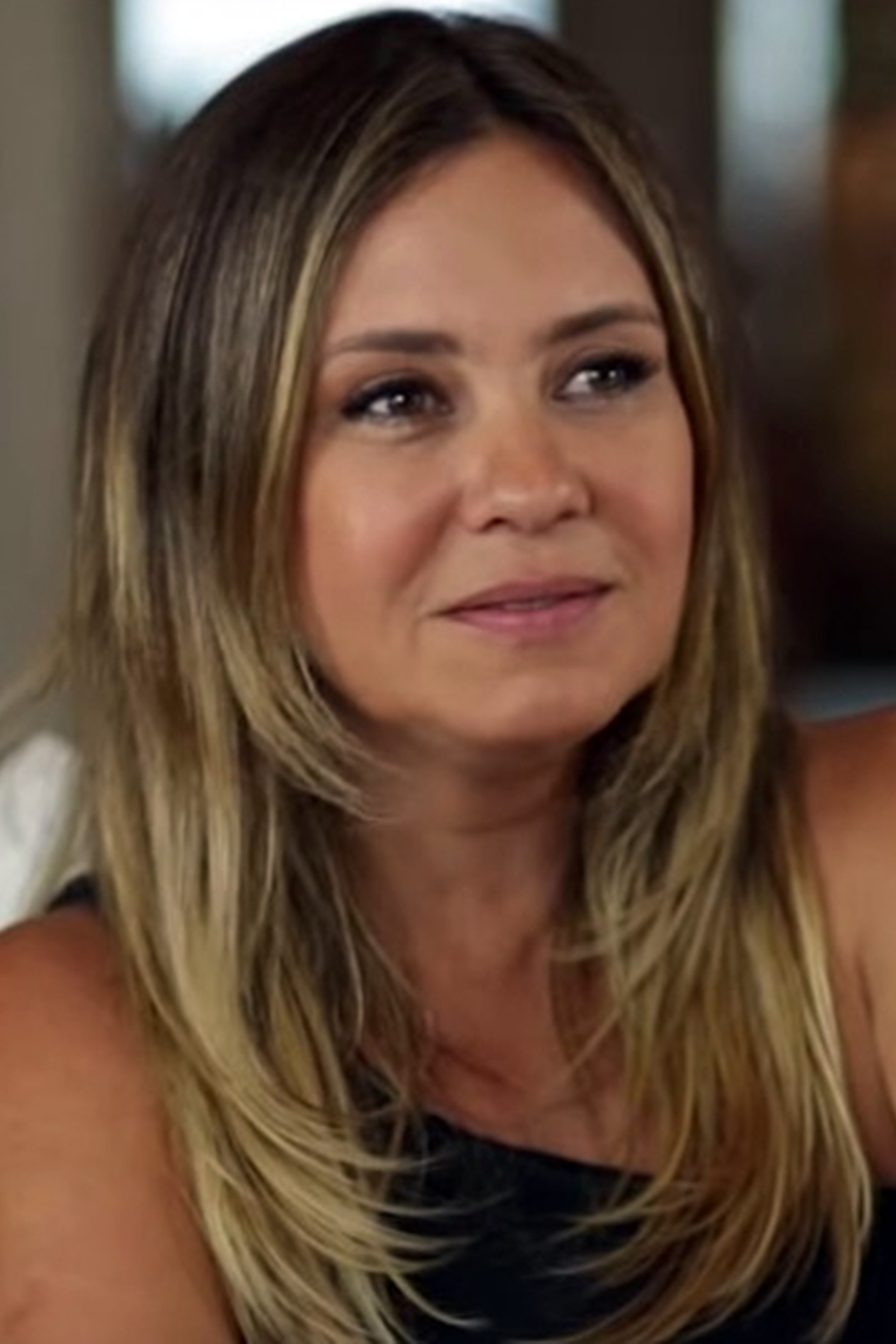
Adriana Esteves ganhou em 2012 por Avenida Brasil e em 2016 por Justiça.

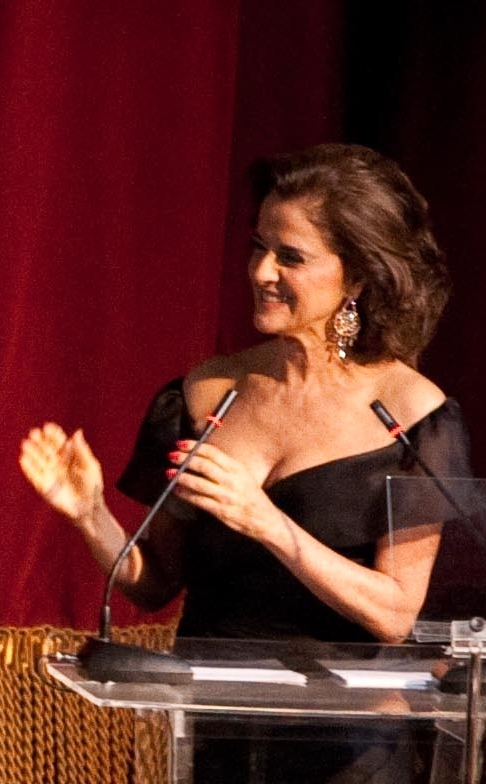
Marieta Severo ganhou em 2015 por Verdades Secretas.

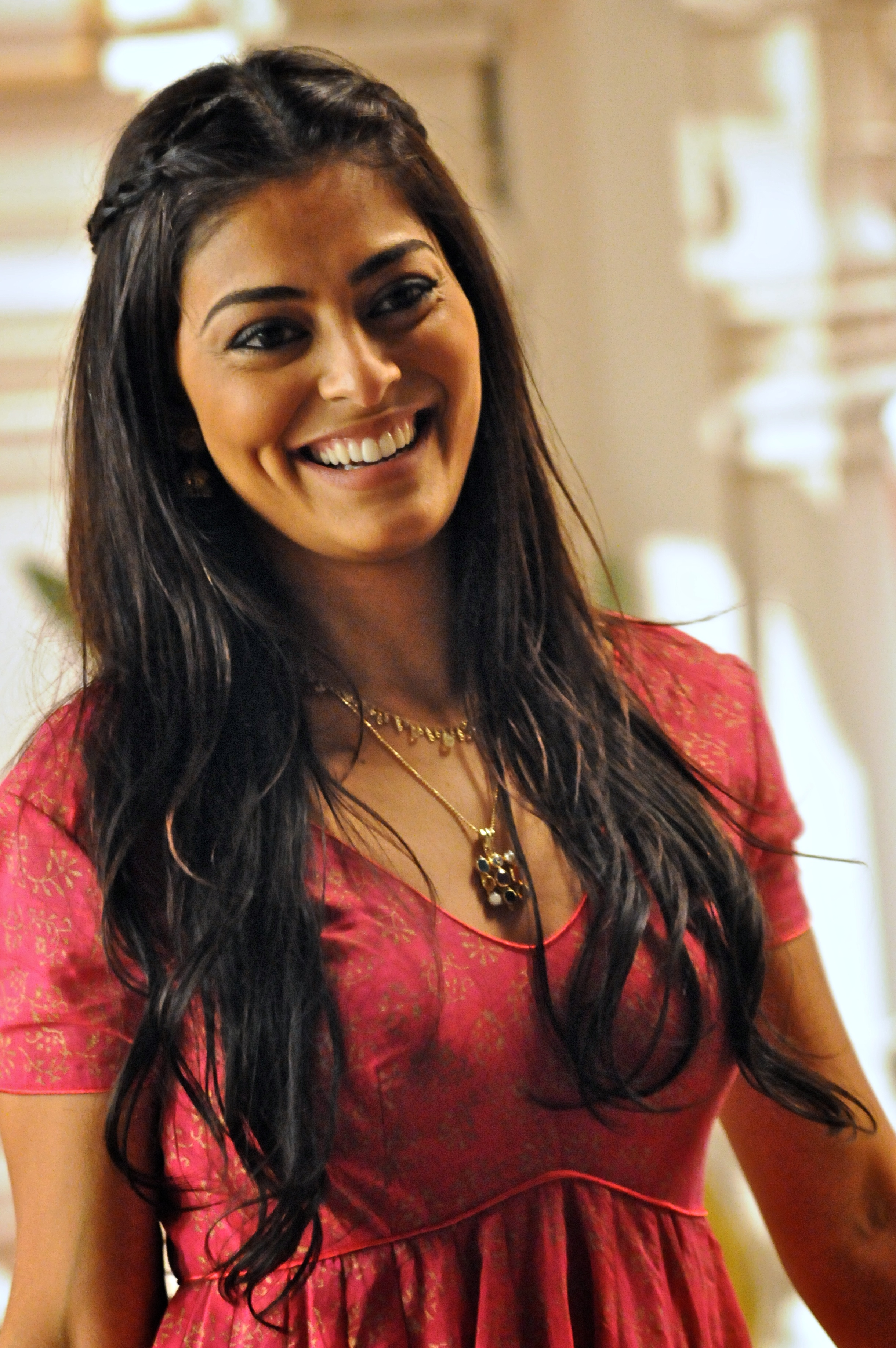
Juliana Paes ganhou em 2017 por A Força do Querer.

|  | Indica a vencedora |

| Ano  | Atriz              | Novela                                | Personagem                                   | Ref.  |
| ---- | ------------------ | ------------------------------------- | -------------------------------------------- | ----- |
| 1998 | Susana Vieira      | Por Amor                              | Branca Leticia de Barros Mota                |       |
| 1999 | Letícia Spiller    | Suave Veneno                          | Maria Regina Bergantes                       |       |
| 2000 | Giovanna Antonelli | Laços de Família                      | Capitulina Gomes (Capitu)                    |       |
| 2001 | Zezé Polessa       | Porto dos Milagres                    | Amapola Ferraço                              |       |
| 2002 | Débora Falabella   | O Clone                               | Melissa Ferraz (Mel)                         |       |
| 2003 | Giulia Gam         | Mulheres Apaixonadas                  | Heloisa Moraes Vasconcelos                   |       |
| 2004 | Susana Vieira      | Senhora do Destino                    | Maria do Carmo Ferreira da Silva             |       |
| 2005 | Eliane Giardini    | América                               | Viúva Neuta Fontes                           |       |
| 2006 | Lília Cabral       | Páginas da Vida                       | Marta Toledo Flores                          |       |
| 2007 | Camila Pitanga     | Paraíso Tropical                      | Francisbel Batista (Bebel)                   |       |
| 2008 | Patricia Pillar    | A Favorita                            | Flora Pereira da Silva                       |       |
| 2008 | Aline Moraes       | Duas Caras                            | Maria Sílvia Pessoa de Moraes                |       |
| 2008 | Ana Paula Arósio   | Ciranda de Pedra                      | Laura Toledo Silva Prado                     |       |
| 2008 | Cláudia Raia       | A Favorita                            | Donatela Fontini                             |       |
| 2008 | Renata Dominguez   | Amor e Intrigas                       | Valquíria Pereira                            |       |
| 2009 | Letícia Sabatella  | Caminho das Índias                    | Yvone Magalhães Oliveira                     |       |
| 2009 | Flávia Alessandra  | Caras & Bocas                         | Dafne Bastos Conti da Silva                  |       |
| 2009 | Grazi Massafera    | Negócio da China                      | Lívia Noronha                                |       |
| 2009 | Juliana Paes       | Caminho das Índias                    | Maya Meetha                                  |       |
| 2009 | Nathalia Dill      | Paraíso                               | Maria Rita Godoi (Santinha)                  |       |
| 2009 | Paloma Duarte      | Poder Paralelo                        | Fernanda Lira                                |       |
| 2010 | Nathalia Dill      | Escrito nas Estrelas                  | Viviane Ferreira                             |       |
| 2010 | Adriana Esteves    | Dalva e Herivelto: uma Canção de Amor | Dalva de Oliveira                            |       |
| 2010 | Alinne Moraes      | Viver a Vida                          | Luciana Saldanha Ribeiro                     |       |
| 2010 | Claudia Raia       | Ti Ti Ti                              | Jaqueline Maldonado                          |       |
| 2010 | Mariana Ximenes    | Passione                              | Clara Medeiros                               |       |
| 2010 | Paolla Oliveira    | Cama de Gato                          | Verônica Brandão                             |       |
| 2011 | Andréa Beltrão     | Tapas & Beijos                        | Sueli Cardoso                                |       |
| 2011 | Alinne Moraes      | O Astro                               | Lilian Côrrea (Lili)                         |       |
| 2011 | Carolina Ferraz    | O Astro                               | Amanda Mello Assunção                        |       |
| 2011 | Cleo               | Araguaia                              | Estela Rangel (Estrela Karue)                |       |
| 2011 | Glória Pires       | Insensato Coração                     | Norma Pimentel Amaral                        |       |
| 2011 | Cássia Kis Magro   | Morde & Assopra                       | Dulce Maria Pereira                          |       |
| 2012 | Adriana Esteves    | Avenida Brasil                        | Carmem Lúcia de Araújo (Carminha)            | [ 1 ] |
| 2012 | Cláudia Abreu      | Cheias de Charme                      | Jociléia Migon (Chayene)                     | [ 1 ] |
| 2012 | Christiane Torloni | Fina Estampa                          | Tereza Cristina Siqueira Velmont             | [ 1 ] |
| 2012 | Debora Falabella   | Avenida Brasil                        | Nina García Hernández                        | [ 1 ] |
| 2012 | Marjorie Estiano   | A Vida da Gente                       | Manuela Fonseca                              | [ 1 ] |
| 2012 | Taís Araújo        | Cheias de Charme                      | Maria da Penha                               | [ 1 ] |
| 2013 | Giovanna Antonelli | Salve Jorge                           | Heloísa Sampaio Alencar (Helô)               | [ 2 ] |
| 2013 | Giulia Gam         | Sangue Bom                            | Bárbara Ellen                                | [ 2 ] |
| 2013 | Nanda Costa        | Salve Jorge                           | Morena Ribeiro                               | [ 2 ] |
| 2013 | Paolla Oliveira    | Amor à Vida                           | Paloma Rodriguez Khoury                      | [ 2 ] |
| 2013 | Sophie Charlotte   | Sangue Bom                            | Amora Campana                                | [ 2 ] |
| 2013 | Susana Vieira      | Amor à Vida                           | Pilar Rodriguez Khoury                       | [ 2 ] |
| 2014 | Lília Cabral       | Império                               | Maria Marta Medeiros                         | [ 3 ] |
| 2014 | Bruna Marquezine   | Em Família                            | Luiza Fernandes Machado                      | [ 3 ] |
| 2014 | Drica Moraes       | Império                               | Cora dos Anjos Bastos                        | [ 3 ] |
| 2014 | Isis Valverde      | Boogie Oogie                          | Sandra Veiga Azevedo Fraga                   | [ 3 ] |
| 2014 | Julia Lemmertz     | Em Família                            | Helena Fernandes Machado                     | [ 3 ] |
| 2014 | Juliana Paes       | Meu Pedacinho de Chão                 | Maria Catarina Napoleão                      | [ 3 ] |
| 2015 | Marieta Severo     | Verdades Secretas                     | Fanny Richard                                | [ 4 ] |
| 2015 | Giovanna Antonelli | A Regra do Jogo                       | Atena Torremolinos/Francineide               | [ 4 ] |
| 2015 | Glória Pires       | Babilônia                             | Beatriz Rangel Amaral                        | [ 4 ] |
| 2015 | Irene Ravache      | Além do Tempo                         | Vitória Castellini / Ventura                 | [ 4 ] |
| 2015 | Paolla Oliveira    | Felizes para Sempre?                  | Denise / Simone / Danny Bond                 | [ 4 ] |
| 2015 | Vanessa Giácomo    | A Regra do Jogo                       | Maria Vitória Noronha (Tóia)                 | [ 4 ] |
| 2016 | Adriana Esteves    | Justiça                               | Fátima Libéria do Nascimento                 | [ 5 ] |
| 2016 | Andreia Horta      | Liberdade, Liberdade                  | Joaquina da Silva Xavier                     | [ 5 ] |
| 2016 | Camila Pitanga     | Velho Chico                           | Maria Tereza de Sá Ribeiro Vidigal           | [ 5 ] |
| 2016 | Débora Bloch       | Justiça                               | Elisa de Almeida                             | [ 5 ] |
| 2016 | Marina Ruy Barbosa | Totalmente Demais                     | Eliza de Assis Monteiro                      | [ 5 ] |
| 2016 | Tatá Werneck       | Haja Coração                          | Fedora Abdala Varella Almaci                 | [ 5 ] |
| 2017 | Juliana Paes       | A Força do Querer                     | Fabiana "Bibi" Duarte Feitosa                | [ 6 ] |
| 2017 | Alinne Moraes      | Rock Story                            | Diana Machado                                | [ 6 ] |
| 2017 | Letícia Colin      | Novo Mundo                            | Leopoldina de Habsburgo-Lorena               | [ 6 ] |
| 2017 | Marjorie Estiano   | Sob Pressão                           | Drª. Carolina Almeida                        | [ 6 ] |
| 2017 | Paolla Oliveira    | A Força do Querer                     | Jeiza Nascimento Rocha                       | [ 6 ] |
| 2017 | Vera Holtz         | A Lei do Amor                         | Magnólia Costa Leitão (Mág)                  | [ 6 ] |
| 2018 | Vitória Strada     | Espelho da Vida                       | Cristina Muniz Valência (Cris)/Julia Castelo | [ 7 ] |
| 2018 | Alice Wegmann      | Onde Nascem os Fortes                 | Maria Ferreira da Silva                      | [ 7 ] |
| 2018 | Alinne Moraes      | Espelho da Vida                       | Isabel Ferraz / Isadora Monteiro (Dora)      | [ 7 ] |
| 2018 | Bianca Bin         | O Outro Lado do Paraíso               | Clara Tavares                                | [ 7 ] |
| 2018 | Juliana Paiva      | O Tempo Não Para                      | Maria Marcolina Sabino Machado (Marocas)     | [ 7 ] |
| 2018 | Marieta Severo     | O Outro Lado do Paraíso               | Sophia Montserrat                            | [ 7 ] |

## Resumo
| Atriz              | Número |
| ------------------ | ------ |
| Adriana Esteves    | 2      |
| Giovanna Antonelli | 2      |
| Lília Cabral       | 2      |
| Susana Vieira      | 2      |

| Atriz              | Número |
| ------------------ | ------ |
| Paolla Oliveira    | 4      |
| Alinne Moraes      | 4      |
| Adriana Esteves    | 3      |
| Giovanna Antonelli | 3      |
| Juliana Paes       | 3      |
| Camila Pitanga     | 2      |
| Cláudia Raia       | 2      |
| Débora Falabella   | 2      |
| Giulia Gam         | 2      |
| Glória Pires       | 2      |
| Lília Cabral       | 2      |
| Nathalia Dill      | 2      |
| Susana Vieira      | 2      |

## Idade
| Categoria            | Atriz            | Novela/Série      | Idade (em anos) |
| -------------------- | ---------------- | ----------------- | --------------- |
| Ganhadora mais velha | Marieta Severo   | Verdades Secretas | 69              |
| Indicada mais velha  | Susana Vieira    | Amor à Vida       | 71              |
| Ganhadora mais jovem | Vitória Strada   | Espelho da Vida   | 22              |
| Indicada mais jovem  | Bruna Marquezine | Em Família        | 19              |